# Araneus selva
Araneus selva Levi, 1991 è un ragno appartenente alla famiglia Araneidae.

## Distribuzione
L'olotipo femminile è stato rinvenuto in una località della Costa Rica settentrionale: nei dintorni di Finca La Selva, presso Puerto Viejo, nella provincia di Heredia.

## Tassonomia
Non sono stati esaminati esemplari di questa specie dal 1991.
Attualmente, a dicembre 2013, non sono note sottospecie.